# Dita
Una dita és un conjunt de paraules que expressa alguna cosa que no coincideix amb el sentit literal de les mateixes. Les dites (sovint anomenades dites populars) expressen un concepte similar al del modisme o la locució adverbial.A vegades és difícil de distingir entre les tres categories. En català, com en altres llengües, el patrimoni de dites que es fan servir ha anat disminuint amb el pas del temps.
Hi ha tota mena de parèmies: refranys, proverbis, dites i frases fetes. Però també les sentències, apotegmes, axiomes, aforismes, adagis, idiotismes, locucions, etc. No és fàcil delimitar cada un d'aquests conceptes, i més quan alguns són sinònims, sinònims parcials o noms en desús. Quan algú pregunta per una dita o refrany generalment fa tres preguntes: què significa, com es diu en una altra llengua, i quin és l'origen de la frase feta. Saber la localització de la dita inclou tant informació dialectal d'on es diu aquella parèmia com informació del recull més antic on s'ha trobat documentada.

## Temes destacats
Algunes dites segons el tema:

### Dies de l'any
- Per Nadal, cada ovella al seu corral
- Per Nadal, qui res no estrena, res no val
- Qui dia passa, any empeny
- A l'estiu tota cuca viu

### El temps
- Març marçot mata la vella vora el foc i la jove si pot
- A l'abril pluges mil. Abril mes tradicionalment plujós.
- Cel rogent, pluja o vent
- Per Sant Esteve o plou o neva

### Cos humà
- Anar amb peus de plom. Anar amb molt de compte.
- Tenir les mans foradades. Gastar diners sense mesura.
- Qui té boca s'equivoca. Tothom pot cometre errors.
- Qui no té memòria ha de tenir cames
- Fugir cames ajudeu-me. Anar-se'n ràpidament.

### Menjar i beure
- Al pot petit hi ha la bona confitura
- Del plat a la boca ningú s'equivoca
- A la taula i al llit, al primer crit
- Ni fart, ni afamat

### Religió
- Pagant Sant Pere canta
- A cada sant el seu ciri
- Alt com un Sant Pau. Al referir-se a algú molt alt.
- Quedar fet un Sant Llàtzer. Persona en un estat lamentable.
- A bodes em convides

### Trebal i oci
- Qui de jove no treballa, de vell dorm a la palla
- Qui no vulgui pols, que no vagi a l'era
- Bon viure i no treballar no pot durar